# Leea saxatilis
Leea saxatilis är en vinväxtart som beskrevs av Henry Nicholas Ridley. Leea saxatilis ingår i släktet Leea och familjen vinväxter. Inga underarter finns listade i Catalogue of Life.